# Mark Steyn

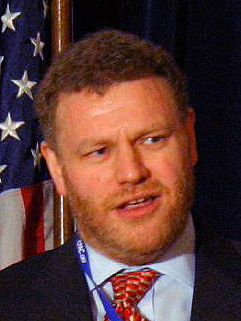
Mark Steyn

Mark Steyn (* 1959 in Toronto, Ontario) ist ein kanadischer Journalist, Kolumnist und Film- und Musikkritiker. In den letzten Jahren hat er hauptsächlich aus einem konservativen Blickwinkel über Politik geschrieben. Sein 2006 veröffentlichtes Buch America Alone war ein New-York-Times-Bestseller.

## Karriere
Steyn wurde in Toronto geboren. Er besuchte die King Edward’s School in Birmingham, Großbritannien, beendete seine Schullaufbahn aber im Alter von 16 Jahren und kehrte nach Kanada zurück, um als Disc Jockey zu arbeiten. Er kommt aus einem gemischt jüdisch-katholischen Hintergrund väterlicherseits sowie belgisch bzw. flämisch und katholisch mütterlicherseits. Seine Vorfahren lebten mehrere Jahrhunderte in der Stadt Czernowitz. Katholisch getauft und anglikanisch konfirmiert besucht Steyn derzeit eine kleine, ländliche Kirche der amerikanischen Baptisten.
Seinen ersten Vorstoß in den Journalismus machte er, als er sich 1986 in London als Musical- und Theaterkritiker für den damals neu gegründeten The Independent anheuern ließ (seine erste Kritik schrieb er über Das Phantom der Oper). 1992 wurde er Filmkritiker für The Spectator (der zu jener Zeit der Hollinger-Gruppe gehörte). Nachdem Steyn mehrere Jahre hauptsächlich über die Künste geschrieben hatte, erweiterte sich sein Ressort hin zu politischen Kommentaren und er wechselte zum Daily Telegraph, eine konservative Zeitung, die ebenfalls der Hollinger-Gruppe gehörte. Steyn wurde ein enger Partner des früheren Kanadiers und Hollinger-Chefs Conrad Black und schrieb daraufhin für viele von Blacks Zeitungen.
Aufgrund seines Mangels an College-Bildung und seinem Seiteneinstieg von der Kunstkritik in die politische Analyse ist Steyn ein ungewöhnlicher politischer Kommentator. Möglicherweise erfolgte dieser Wechsel übereilt, resultierend aus einer Auseinandersetzung zwischen Steyn und Hollinger über seinen Status in der Mitte der 90er: Steyns Filmkritiken verschwanden vorübergehend und als er zurückkehrte, war er zum leitenden Redakteur der Hollinger Inc. Publications, zum leitenden Kolumnist für die britischen Telegraph Group und zum Redakteur für Nordamerika für The Spectator ernannt worden.
Seitdem hat er für eine breite Spanne von Publikationen geschrieben, wovon viele der Hollinger-Gruppe gehören, einschließlich der Jerusalem Post in Israel, der Chicago Sun-Times und der „Happy Warrior“-Kolumne für National Review in den Vereinigten Staaten, The Australian und vormals für die Irish Times in Irland.
Er schrieb in den späten 1990ern für die kanadische Zeitung National Post, aber seine Anstellung wurde nach dem Aufkauf der Zeitung durch Canwest Global unsicher, weshalb Steyn im Mai 2003 seine Schreibtätigkeit dort einstellte. In Kanada schreibt er nun wöchentlich für Maclean’s und zweimal im Monat für den Western Standard. Er schreibt ebenfalls Theaterkritiken für den New Criterion, Nachrufe für die Atlantic Monthly und erscheint wöchentlich in der Hugh Hewitt Show, einer konservativen Radiotalkshow.
Auch durch seine Beziehung zur international publizierenden Hollinger-Gruppe ist es Steyn gelungen, eine Leserschaft anzuziehen, die sich über die gesamte „Anglosphäre“, die englischsprachige Welt, erstreckt. Zeitweise erschienen in den USA, Kanada, dem Vereinigten Königreich, Irland, Australien und Neuseeland sowie in Israel regelmäßig Publikationen von ihm, wobei diese nicht lediglich in verschiedenen Zeitungen gleichzeitig verkauft wurden. Er wird manchmal fälschlicherweise als 'Blogger' bezeichnet. Aber obwohl Steyns Webseite Links zu seinen Kolumnen zuordnet und er gelegentlich Material exklusiv auf seiner Internetseite veröffentlicht, unterhält er keinen Blog.
Seit Februar 2006 schreibt Steyn nicht mehr für The Spectator und Daily Telegraph. In einem Schreiben auf seiner Homepage vom 2. März 2006 gibt Steyn Hinweis auf die Gründe für seinen Weggang: „Die Telegraph-Gruppe und ich waren unfähig, zu einer Übereinstimmung über einen neuen Vertrag zu gelangen, und was noch schlimmer ist, sie scheinen große Schwierigkeiten zu haben, die letzte Zahlung meines vorherigen Vertrages aufzubringen. Ein trauriges Ende für eine lange und über weite Teile glückliche Zusammenarbeit.“ Beide Publikationen sind nicht mehr im Besitz von Hollinger.
Steyn hat einige Bücher geschrieben, unter anderem Broadway Babies Say Goodnight (1997), die Geschichte des Theatermusicals und einige Sammlungen seiner Kolumnen. Nach einer längeren Verzögerung erschien im Oktober 2006 Steyns erstes politisches Buch, America Alone: The End of the World as We Know It, das zu einem New-York-Times-Bestseller wurde. Eine Sammlung seiner Prominenten-Nachworte und -profile aus dem Atlantic sollte im Dezember 2006 unter dem Titel Mark Steyn's Passing Parade erscheinen.
Steyn lebt abwechselnd in Quebec, Kanada, und in Lyme, New Hampshire in den Vereinigten Staaten, was er damit begründet, dass New Hampshire einer der US-Staaten mit der geringsten Einmischung durch die Bundesregierung sei. Er ist verheiratet mit einer früheren Redakteurin, die er während seiner Arbeit beim Independent kennenlernte und hat drei Kinder.

## Steyn und Politik
Steyn hat sich lange gegen die Politik der Liberal Party ausgesprochen, die die Bundespolitik in Kanada dominierte. Er kritisierte den Multikulturalismus, das öffentliche Gesundheitssystem, hohe Steuern, die Waffengesetzgebung, die Position zum Separatismus Quebecs und vorgeblichen Antiamerikanismus. Diese politischen Zustände bezeichnete Steyn als 'trudeaupistisch' (engl. trudeaupanian) und bezog sich damit auf den früheren liberalen Premierminister Pierre Trudeau.
Er war ein Fürsprecher der völkerrechtswidrigen Invasion des Iraks 2003, um einen angeblich akut bevorstehenden Angriff des Irak mit Massenvernichtungsmitteln auf die USA zu verhindern, und unterstützt auch weiterhin die Kriegsanstrengungen der Koalition. Steyn steht der UN ablehnend gegenüber und befürwortet einen Ausstieg der Vereinigten Staaten aus der UN oder auch die komplette Abschaffung der Vereinten Nationen. Er bezieht sich dabei oft auf die bei der UN herrschende Korruption, insbesondere das Öl-für-Lebensmittel-Programm, als auch auf die Anschuldigungen von sexueller Ausbeutung durch UN-Soldaten während der Friedenseinsätze in Bosnien und Herzegowina und die Untätigkeit der UN während des ruandischen Völkermords.
Im Mai 2004 beschwerte er sich in einer Kolumne über tendenziöse Berichterstattung und niedrige journalistische Standards, die er auf eine politische Agenda und eine Doppelmoral in Bezug auf den Irakkrieg zurückführt:

„In den letzten Tagen veröffentlichte der The Mirror, eine grölende Boulevardzeitung, Bilder von auf irakische Gefangene urinierende britische Soldaten und der Boston Globe, ein schläfriges Blatt, Bilder von amerikanischen Soldaten, die irakische Frauen sexuell missbrauchten.
In beiden Fällen stellten sich die Bilder als Fälschungen heraus. Ein flüchtiger Blick auf die Londoner Schnappschüsse und die Herkunft der Bostoner Bilder hätte es für beide Blätter offensichtlich machen müssen, dass es sich um gefälschte Bilder handeln musste. Dennoch wurden sie veröffentlicht. Der Grund dafür ist, dass sie wollten, dass die Bilder echt waren. Denn dies hätte sie etwas näher gebracht, George W. Bushs Kopf rollen zu sehen. Wenn man aber sehen will, was die Islamisten Nick Berg oder Daniel Pearl antaten, oder den Leuten in Fallujah, oder auch nur den Opfern des 11. September 2001 muss man selbst im Internet nachstöbern. Die Medien sind nicht daran interessiert, Bilder zu zeigen, die die amerikanische Bevölkerung in gerechtfertigte Wut versetzen könnten, sondern nur an Bildern, welche die Bevölkerung in Scham versetzen und demoralisieren werden.“

In einer Kolumne vom Juli 2005 im National Review tadelte er erneut die liberalen Medien. Diesmal richtete er sich gegen Andrew Jaspan, Herausgeber der australischen Zeitung The Age, der Anstoß daran nahm, dass das Entführungsopfer Douglas Wood, ein im Irak entführt und festgehaltener Australier, seine Entführer nach seiner Befreiung als „Arschlöcher“ bezeichnete:

„Den Herausgeber des Age kümmerte nicht die brüske, bösartige Verurteilung. Wie Mr. Jaspan beim australischen ABC Network verlautbaren ließ: ‚Ich war, ich muss sagen, geschockt von Douglas Woods Gebrauch des Wortes ‚Arschloch‘, wenn ich es so ausdrücken darf, was ich für sehr plump und unbedacht hielt und was meiner Meinung nach diesen Menschen schlecht aussehen lässt und der Grund ist, warum man seinen Absichten gegenüber skeptisch eingestellt ist. Tatsächlich ist es so, dass er größtenteils, soweit mir bekannt, gut behandelt wurde. Er sagt, dass er jeden Tag mit Essen versorgt wurde, und dass er sich nun umdreht und solche Ausdrücke verwendet, ist einfach unsensibel.
Und Gott bewahre, wir sind unsensibel gegenüber sogenannten Aufständischen. Es stimmt, Mr. Wood war gezwungen anzuhören, wie seine Entführer zwei seiner Kollegen nur wenige Meter von ihm entfernt umbrachten, aber wie ungehobelt und rüpelhaft muss man sein, um dies seinen Gastgebern vorzuwerfen? Die Befreiung ist sicherlich etwas Neuartiges: Er leidet nicht unter dem Stockholm-Syndrom, dafür aber alle daheim. Was stellt er sich überhaupt so an? Sie haben ihm jeden Tag genug zu essen gegeben, und wenn sie ihm jemals den Kopf abgeschnitten hätten, hätten sie sicherlich den schönen, scharfen Krummsäbel verwendet und nicht das alte, rostige Teil, das sie bei Nick Berg verwendet haben. Warum nur ist er so unsensibel? Ist er ein Bush-Befürworter oder so?“

## Die USA und der Islam
Mark Steyn kommentiert ebenfalls die Gegensätze zwischen den Vereinigten Staaten und Europa sowie die Gegensätze zwischen dem Westen und der islamischen Welt. Er kritisiert häufig die Toleranz gegenüber islamischer kultureller Intoleranz im Namen des Multikulturalismus.
Steyn schrieb hierzu:

„Soweit ich sehe sind die Vorzüge des Multikulturalismus, dass die sterilen Weißbrotkulturen Australiens, Kanadas und Großbritanniens einige großartige ausländische Restaurants und eine bis zwei Uhr nachts gehende Commonwealth Games-Eröffnungszeremonie erhalten. Aber in Bezug auf die Moslemenklaven in Sydney, Oslo, Paris, Kopenhagen und in Manchester bedeutet Multikulturalismus, dass sich die übelsten Eigenschaften der islamischen Kultur - die Unterdrückung der Frauen - zusammen mit den übelsten Eigenschaften der westlichen Kultur - und Selbstbeweihräucherung - vereinigen. Die tätowierten, gepiercten pakistanischen Skinhead-Gangs, die durch die Straßen von Neuengland stolzieren, sind genauso sehr ein Produkt des Multikulturalismus wie die turbantragenden Sikh-Mounties in der Eskorte vor Rideau Hall. Doch die politische Klasse wendet sich selbst angesichts greller Angriffe auf ihre mit größtem Stolz gepflegten Angelegenheiten - Frauenrechte, Rechte für Homosexuelle - zimperlich ab.
Wie man immer, wenn man sich mit diesem Thema befasst, in der Pflicht steht darauf hinzuweisen: Ich bin kein Rassist, nur ein Kulturalist. Ich glaube, dass die westliche Kultur - Rechtsstaatlichkeit, allgemeines Wahlrecht usw. - der arabischen Kultur vorzuziehen ist: Aus diesem Grund leben Millionen von Moslems in Skandinavien und vier Skandinavier in Syrien. Ich spreche mich für Immigration aus, aber mit Assimilation.“

In anderen Artikeln stimmt er Winston Churchills Beschreibung des Islam als „stärkste rückschrittliche Kraft... in der Welt“ zu. Er bezeichnet auch eine andere Äußerung Churchills bezüglich des Islam als „scharfsinnig“:

“How dreadful are the curses which Mohammedanism lays on its votaries! Besides the fanatical frenzy, which is as dangerous in a man as hydrophobia in a dog, there is this fearful fatalistic apathy. Improvident habits, slovenly systems of agriculture, sluggish methods of commerce, and insecurity of property exist wherever the followers of the Prophet rule or live.”

„Wie fürchterlich liegt der Fluch des Islam auf seinen Jüngern! Vom fanatischen Wahnsinn abgesehen, der bei einem Mann so gefährlich ist wie Tollwut bei einem Hund, haben wir es hier mit einer furchtsamen, fatalistischen Apathie zu tun. Unbedachtsames Verhalten, schlampige Methoden der Landwirtschaft und des Handels und unsichere Eigentumsrechte herrschen dort vor, wo die Anhänger des Propheten leben.“

## Werke
- The Story of Miss Saigon (von Edward Behr und Steyn; ISBN 1-55970-124-2) – 1991
- Broadway Babies Say Goodnight: Musicals Then and Now (ISBN 0-415-92286-0) – 1997
- The Face of the Tiger (ISBN 0-9731570-0-3; Kolumnensammlung) – 2002
- Mark Steyn from Head to Toe: An Anatomical Anthology (ISBN 0-9731570-2-X; Kolumnensammlung) – 2004
- America Alone: The End of the World as We Know It (ISBN 0-89526-078-6) – 2006
- Mark Steyn's Passing Parade (ISBN 0-9731570-1-1; Sammlung von Todesanzeigen) – 2006
- The Tyranny of Nice (ISBN 978-0-9780490-1-0; Einleitung) – 2008
- A Song for the Season (Erzählband zu Musikstücken) – 2008
- Lights Out: Islam, Free Speech and the Twilight of the West (ISBN 0-9731570-5-4) – 2009
- After America: Get Ready for Armageddon (ISBN 1-59698-100-8) – 2011